# Attivista del piano quinquennale
Il titolo di attivista del piano quinquennale tedesco (Aktivist des Fünfjahrplanes) era un riconoscimento statale assegnato dalla Repubblica democratica tedesca (RDT). 
L'istituzione risale al 1º novembre 1953. Il titolo onorifico veniva assegnato ai migliori operai, maestri, tecnici e ingegneri delle società di Stato. La cerimonia di premiazione si svolgeva generalmente il 1º maggio o il 13 ottobre di ogni anno, o in altri giorni speciali istituiti dalla Repubblica Democratica Tedesca. Il detentore del titolo riceveva, oltre alla medaglia di bronzo, anche un premio in denaro e un pass da attivista.
Il titolo fu sostituito nel 1960 dal titolo onorario di attivista del piano settennale.

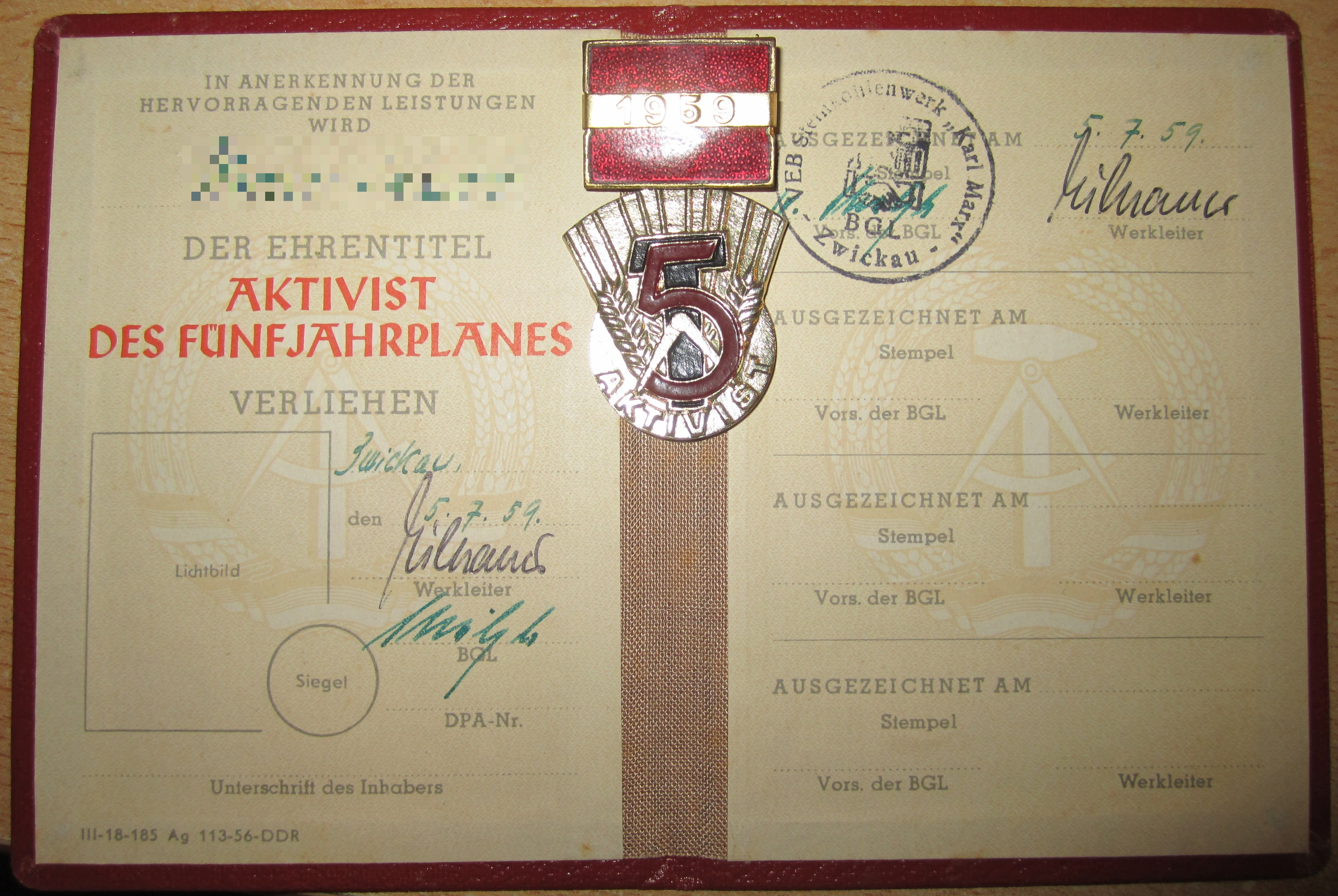
Diploma e medaglia di Attivista del piano quinquennale della DDR del 1959